# Trautmannsdorf an der Leitha
Trautmannsdorf an der Leitha är en ort och kommun i Österrike. Den ligger i distriktet Bruck an der Leitha i förbundslandet Niederösterreich, 29 km sydost om huvudstaden Wien. 
Kommunen består av fyra orter (Ortschaften) (inom parentes invånarantal 1 januari 2024):
- Gallbrunn (725)
- Sarasdorf (663)
- Stixneusiedl (582)
- Trautmannsdorf an der Leitha (978)